# 关于老挝中立的宣言的议定书
《关于老挝中立的宣言的议定书》是1962年7月23日在瑞士日内瓦由14个国家签订的国际协定。该协定源自1961年5月至1962年7月23日就老挝问题召开的国际会议。1962年7月9日，与会方缅甸、柬埔寨、加拿大、中华人民共和国、越南民主共和国、法国、印度、波兰、越南共和国、泰国、苏联、英国、美国与老挝皇家政府共同发表《关于老挝中立的宣言》，7月23日该宣言生效。

## 日内瓦会议
- 中华人民共和国代表团团长为陈毅，1961年7月1日陈毅回国，章汉夫负责继续谈判。其他代表团成员包括姬鹏飞、张彦、乔冠华、黄华、宦乡、龚澎、岳欣等，代表团分为秘书、政治、行政联络、新闻宣传、情报、警卫等六个组，全团共有300人[2]。

- 美国代表为国务卿腊斯克。

- 老挝：苏发努冯亲王